# Villa Saffi
Villa Saffi è una villa situata poco fuori Forlì, nella frazione di San Varano.

## Storia e descrizione
Villa Saffi fu residenza della famiglia Saffi, ed in particolare del patriota Aurelio Saffi. Attualmente, è una casa museo di proprietà del Comune di Forlì dal 1988.
L'edificio, in origine un convento di Gesuiti, fu acquistato dal conte Tommaso Saffi, bisnonno di Aurelio, nel 1740, con lo scopo di farne la residenza estiva della famiglia.
Nel XIX secolo, la Villa, indicata con nome in codice di Vendita dell'Amaranto, fu sede di riunioni segrete della carboneria.
Dopo avervi soggiornato a lungo, vi morì, il 10 aprile 1890, il mazziniano Aurelio Saffi.
Notevoli sono, tra l'altro, le pitture murali, eseguite da Amerigo Bartoli nel 1937, con la tecnica del trompe-l'œil.